# Łęgowo (województwo wielkopolskie)
Łęgowo – wieś w Polsce położona w województwie wielkopolskim, w powiecie wągrowieckim, w gminie Wągrowiec.
Wieś duchowna, własność opata cystersów w Wągrowcu pod koniec XVI wieku leżała w powiecie gnieźnieńskim województwa kaliskiego. W latach 1975–1998 miejscowość administracyjnie należała do województwa pilskiego.

## Historia
Miejscowość w zlatynizowanej formie Legenisco wymieniona jest w łacińskim dokumencie z 1282 roku sygnowanym przez legata apostolskiego Filipa Firmanusa.